# Péter Kovács (handbollsspelare)
Péter Kovács, född 8 april 1955 i Budapest, är en ungersk tidigare handbollstränare och handbollsspelare (vänsternia). Mellan åren 1973 och 1995 spelade Kovács 323 landskamper och gjorde 1 797 mål (båda rekord) för Ungerns landslag.

## Klubbar som spelare
- Budapest Honvéd SE (1970–1984)
- OSC Dortmund (1984–1988)
- TV Großwallstadt (1988–1990)
- TUSEM Essen (1990–1991)

## Meriter i urval
- Ungersk mästare sju gånger (1976, 1977, 1980, 1981, 1982 och 1983) med Budapest Honvéd SE
- Tysk mästare 1990 med TUSEM Essen
- VM-silver 1986